# Bodens GK
Bodens GK är en golfklubb i Norrbotten och är en av Sveriges äldsta golfklubbar, grundad på 1940-talet. För närvarande ligger klubben i Sävast omkring 7 kilometer utanför Boden. Banan är av parkaraktär och svårigheterna finns runt de välondulerade greenerna som ofta vaktas av bunkrar.

## Historia
Klubben har ett brokigt förflutet med starkt inflytande av militärstaden Boden och har sedan begynnelsen flyttat några gånger. Den längsta epoken var tiden i Degerbäcken med en niohålsbana. När trycket på golfsverige ökade i slutet av 1980-talet beslutade klubben att bygga nytt och 18 hål. Sävast blev den nya platsen med Luleälven och väg 97 som avgränsare.